# Aire urbaine de Nîmes
L'aire urbaine de Nîmes est une aire urbaine française constituée autour des neuf communes de l'unité urbaine de Nîmes. Composée de 50 communes, toutes situées dans le Gard, ses 259 348 habitants en faisaient en 2012 la 39e aire urbaine française. 

## Caractéristiques
En 2020, l'Insee définit un nouveau zonage d'étude : les aires d'attraction des villes. L'aire d'attraction de Nîmes remplace désormais son aire urbaine, avec un périmètre différent.
D'après la délimitation 2010 établie par l'INSEE en 2010, l'aire urbaine de Nîmes est composée de cinquante communes, toutes situées dans le Gard. Son pôle urbain est l'unité urbaine de Nîmes (couramment : agglomération), formée de neuf communes. Des 42 autres communes de l'aire, dites, 26 sont des communes rurales ; les seize communes urbaines forment treize unités urbaines :
- neuf villes isolées : Aubord, Beauvoisin, Bezouce, Bouillargues, Calvisson, Clarensac, Garons, Générac, Poulx
- trois unités urbaines bi-communales : Manduel, Saint-Geniès-de-Malgoirès et Saint-Gervasy.
- une unité urbaine tri-communale : Langlade.

L’aire urbaine de Nîmes appartient à l’espace urbain Grand delta méditerranéen.
Le tableau suivant détaille la répartition de l'aire urbaine sur le département (les pourcentages s'entendent en proportion du département :
| Département | Communes | Communes (%) | Superficie (km²) | Superficie (%) | Population (2017) | Population (%) |
| ----------- | -------- | ------------ | ---------------- | -------------- | ----------------- | -------------- |
| Gard        | 50       | 14,2         | 775,6            | 13,3           | 268 785           | 36,1           |

## Composition
Voici la liste des communes de l'aire urbaine de Nîmes selon la délimitation 2010 définie par l'INSEE en 2011. Dans sa délimitation de 1999, l'aire urbaine était composée de 46 communes. Dans celle de 2010, sept communes (Brignon, Castelnau-Valence, Garrigues-Sainte-Eulalie, Moussac, Sauzet, Saint-Dézéry et Saint-Chaptes) lui ont été ajoutées tandis que trois (Aigremont, Combas, Congénies) sont devenues multipolarisée des grands pôles.
| Nom                       | Code Insee | Intercommunalité         | Superficie (km2) | Population (dernière pop. légale) | Densité (hab./km2) |
| ------------------------- | ---------- | ------------------------ | ---------------- | --------------------------------- | ------------------ |
| Nîmes (siège)             | 30189      | CA Nîmes Métropole       | 161,85           | 150 444 (2022)                    | 930                |
| Aubord                    | 30020      | CC de Petite Camargue    | 9,42             | 2 296 (2022)                      | 244                |
| Beauvoisin                | 30033      | CC de Petite Camargue    | 27,82            | 5 823 (2022)                      | 209                |
| Bernis                    | 30036      | CA Nîmes Métropole       | 12,8             | 3 341 (2022)                      | 261                |
| Bezouce                   | 30039      | CA Nîmes Métropole       | 12,29            | 2 341 (2022)                      | 190                |
| Boissières                | 30043      | CC Rhôny Vistre Vidourle | 3,33             | 595 (2022)                        | 179                |
| Bouillargues              | 30047      | CA Nîmes Métropole       | 15,77            | 6 119 (2022)                      | 388                |
| Brignon                   | 30053      | CA Alès Agglomération    | 6,67             | 713 (2022)                        | 107                |
| Cabrières                 | 30057      | CA Nîmes Métropole       | 14,76            | 1 781 (2022)                      | 121                |
| Caissargues               | 30060      | CA Nîmes Métropole       | 8,02             | 4 077 (2022)                      | 508                |
| La Calmette               | 30061      | CA Nîmes Métropole       | 11,1             | 2 572 (2022)                      | 232                |
| Calvisson                 | 30062      | CC du Pays de Sommières  | 28,97            | 6 295 (2022)                      | 217                |
| Caveirac                  | 30075      | CA Nîmes Métropole       | 15,2             | 4 328 (2022)                      | 285                |
| Castelnau-Valence         | 30072      | CA Alès Agglomération    | 10,27            | 482 (2022)                        | 47                 |
| Clarensac                 | 30082      | CA Nîmes Métropole       | 14,49            | 4 257 (2022)                      | 294                |
| Dions                     | 30102      | CA Nîmes Métropole       | 11,32            | 531 (2022)                        | 47                 |
| Domessargues              | 30104      | CA Nîmes Métropole       | 7,32             | 750 (2022)                        | 102                |
| Fons                      | 30112      | CA Nîmes Métropole       | 9,28             | 1 734 (2022)                      | 187                |
| Gajan                     | 30122      | CA Nîmes Métropole       | 10,91            | 747 (2022)                        | 68                 |
| Garons                    | 30125      | CA Nîmes Métropole       | 12,28            | 5 244 (2022)                      | 427                |
| Garrigues-Sainte-Eulalie  | 30126      | CC Pays d'Uzès           | 10               | 762 (2022)                        | 76                 |
| Générac                   | 30128      | CA Nîmes Métropole       | 24,26            | 4 039 (2022)                      | 166                |
| Langlade                  | 30138      | CA Nîmes Métropole       | 9                | 2 297 (2022)                      | 255                |
| Lédenon                   | 30145      | CA Nîmes Métropole       | 19,44            | 1 676 (2022)                      | 86                 |
| Manduel                   | 30155      | CA Nîmes Métropole       | 26,46            | 7 087 (2022)                      | 268                |
| Marguerittes              | 30156      | CA Nîmes Métropole       | 25,29            | 8 370 (2022)                      | 331                |
| Mauressargues             | 30163      | CA Nîmes Métropole       | 5,85             | 177 (2022)                        | 30                 |
| Milhaud                   | 30169      | CA Nîmes Métropole       | 18,25            | 6 142 (2022)                      | 337                |
| Montagnac                 | 30354      | CA Nîmes Métropole       | 8,68             | 233 (2022)                        | 27                 |
| Montignargues             | 30180      | CA Nîmes Métropole       | 4,46             | 559 (2022)                        | 125                |
| Montpezat                 | 30182      | CC du Pays de Sommières  | 11,98            | 1 398 (2022)                      | 117                |
| Moussac                   | 30184      | CC Pays d'Uzès           | 7,4              | 1 564 (2022)                      | 211                |
| Nages-et-Solorgues        | 30186      | CC Rhôny Vistre Vidourle | 6,18             | 2 160 (2022)                      | 350                |
| Parignargues              | 30193      | CC du Pays de Sommières  | 11,01            | 656 (2022)                        | 60                 |
| Poulx                     | 30206      | CA Nîmes Métropole       | 11,9             | 4 265 (2022)                      | 358                |
| Redessan                  | 30211      | CA Nîmes Métropole       | 15,57            | 4 227 (2022)                      | 271                |
| Rodilhan                  | 30356      | CA Nîmes Métropole       | 4,69             | 2 810 (2022)                      | 599                |
| La Rouvière               | 30224      | CA Nîmes Métropole       | 7,9              | 664 (2022)                        | 84                 |
| Saint-Bauzély             | 30233      | CA Nîmes Métropole       | 5                | 681 (2022)                        | 136                |
| Saint-Chaptes             | 30241      | CA Nîmes Métropole       | 13,07            | 2 030 (2022)                      | 155                |
| Saint-Côme-et-Maruéjols   | 30245      | CA Nîmes Métropole       | 13,01            | 797 (2022)                        | 61                 |
| Saint-Dézéry              | 30248      | CC Pays d'Uzès           | 6,01             | 459 (2022)                        | 76                 |
| Saint-Dionisy             | 30249      | CA Nîmes Métropole       | 3,42             | 1 071 (2022)                      | 313                |
| Sainte-Anastasie          | 30228      | CA Nîmes Métropole       | 43,64            | 1 744 (2022)                      | 40                 |
| Saint-Geniès-de-Malgoirès | 30255      | CA Nîmes Métropole       | 11,54            | 3 172 (2022)                      | 275                |
| Saint-Gervasy             | 30257      | CA Nîmes Métropole       | 6,93             | 1 990 (2022)                      | 287                |
| Saint-Mamert-du-Gard      | 30281      | CA Nîmes Métropole       | 14,35            | 1 617 (2022)                      | 113                |
| Sauzet                    | 30313      | CA Nîmes Métropole       | 6,7              | 827 (2022)                        | 123                |
| Uchaud                    | 30333      | CC Rhôny Vistre Vidourle | 8,8              | 4 824 (2022)                      | 548                |
| Vestric-et-Candiac        | 30347      | CC Rhôny Vistre Vidourle | 10,92            | 1 345 (2022)                      | 123                |

## Démographique
L'évolution démographique ci-dessous concerne l'aire urbaine selon le périmètre défini en 2010.
| 1968    | 1975    | 1982    | 1990    | 1999    | 2009    | 2011    | 2014    | 2015    | 2016    | 2017    |
| ------- | ------- | ------- | ------- | ------- | ------- | ------- | ------- | ------- | ------- | ------- |
| 156 800 | 170 300 | 183 393 | 206 404 | 223 942 | 248 805 | 256 205 | 266 193 | 266 593 | 268 087 | 268 785 |